# 헝가리의 세계유산

헝가리의 세계유산은 세계유산 위원회를 거쳐 유네스코 세계유산에 등재된 헝가리의 세계유산을 일컫는다. 헝가리는 1985년 7월 15일 유네스코 협약에 비준한 이래, 7건의 문화유산과, 1건의 자연유산을 보유하고 있다.

## 목록

### 문화유산
| No. | 사진    | 등록명                                                                     | 소재지                                                              | 등록년도      | 등록기준 | 유네스코 지정번호 | 비고 |
| 1   | 부다 성 | 부다페스트의 도나우강 연안과 부다성 지구, 언드라시 거리, 부다페스트 지하철 | 부다페스트                                                          | 1987년 2002년 | (ⅱ), (ⅳ) | 400               |      |
| 2   |         | 홀로쾨 전통 마을과 그 주변                                                 | 노그라드주                                                          | 1987년        | (ⅴ)      | 401               |      |
| 3   |         | 펀논헐머의 베네딕트회 수도원과 자연 환경                                   | 죄르모숀쇼프론주                                                    | 1996년        | (ⅳ), (ⅵ) | 758               |      |
| 4   |         | 호르토바지 국립공원 - 푸스터                                               | 보르쇼드어버우이젬플렌주 헤베시주 허이두비허르주 야스너지쿤솔노크주 | 1999년        | (ⅳ), (ⅴ) | 474               |      |
| 5   |         | 페치(소피아나)의 초기 기독교 네크로폴리스                                  | 버러녀주                                                            | 2000년        | (ⅲ), (ⅳ) | 853               |      |
| 6   |         | 페르퇴 / 노이지들러호 문화 경관                                            | 헝가리 버시주 오스트리아 부르겐란트주                               | 2001년        | (ⅴ)      | 772               |      |
| 7   |         | 토커이 와인 역사 문화 경관                                                 | 보르쇼드어버우이젬플렌주                                            | 2002년        | (ⅲ), (ⅴ) | 1063              |      |

### 자연유산
| No. | 사진 | 등록명                                  | 소재지                                              | 등록년도 | 등록기준 | 유네스코 지정번호 | 비고 |
| 1   |      | 아크텔레크와 슬로바키아 카르스트 동굴군 | 헝가리 보르쇼드어버우이젬플렌주 슬로바키아 코시체주 | 1995년   | (ⅶ)      | 725               |      |